# Jungle Fever (bande originale)
Pour les articles homonymes, voir Jungle Fever (homonymie).
Albums de Stevie Wonder
Characters
(1987) Conversation Peace
(1995)
Singles
1. Gotta Have You
2. Fun Day
3. These Three Words

Jungle Fever est un album musical constituant la bande originale du film homonyme, composée et interprétée par Stevie Wonder en 1991.
Jungle Fever est le neuvième album de Wonder, et le cinquième consécutif à atteindre la première place du Billboard R&B Albums. 
Trois singles en sont extraits : Gotta Have You (qui remporte un ASCAP Award en 1992), Fun Day et These Three Words.

## Listes des pistes
| 1.  | Fun Day                                             | Stevie Wonder     | 4:41 |
| 2.  | Queen in the Black                                  | Stevie Wonder     | 4:46 |
| 3.  | These Three Words                                   | Stevie Wonder     | 4:54 |
| 4.  | Each Other's Throat                                 | Stevie Wonder     | 4:17 |
| 5.  | If She Breaks Your Heart" (sung by Kimberly Brewer) | Stevie Wonder     | 5:03 |
| 6.  | Gotta Have You                                      | Stevie Wonder     | 6:26 |
| 7.  | Make Sure You're Sure                               | Stevie Wonder     | 3:30 |
| 8.  | Jungle Fever                                        | Stevie Wonder     | 4:55 |
| 9.  | I Go Sailing                                        | Stevie Wonder     | 3:58 |
| 10. | Chemical Love                                       | Stephanie Andrews | 4:26 |
| 11. | Lighting Up the Candles                             | Stevie Wonder     | 4:09 |

## Sortie
L'album est diffusé par le label Motown le 22 mai 1991, en CD, vinyle et cassette audio.

## Personnel

### Crédits par chanson
- Queen In The Black : Keith Washington (en) (chœurs)
- These Three Words : Nathan Watts (basse), Greg Porée (guitare), Isaiah Sanders (synthétiseur)
- If She Breaks Your Heart : Larry Gittens (trompette), Kimberly Brewer (voix)
- Gotta Have You : Nathan Watts, Vaughn Halyard (percussions)
- Make Sure You're Sure : Sid Page (en) (premier violon)
- Jungle Fever : Arthur Williams III., Boyz II Men, Catherine Likimani, Chris Thiongo, Faith Kinyua, Fred White, Grace Thande, Irene Prabhudas, Jane Tameno, Linda Kinyua, Mary Tameno, Nancy Fields, Norah Mbusi, Rose Kimani, Samson Malelu, Sekou Rubadiri, Susan Gikaru, Sylvester Irungu, Winnie Kuria (chœurs), Babatunde Olatunji, Earl DeRouen, Lenny Castro, Munyungo, Sikir'u Bimbo Adepoju (percussions)
- I Go Sailing : Amy Keys (en), Jacquelyn Farris, Jon Gibson (en), Shirley Brewer, Syreeta Wright (chœurs)

### Crédits additionnels
- Chœurs : Bridgette Bryant (pistes : 3, 4, 6), Darryl Phinnessee (pistes : 3, 4, 6), Dorian Holley (en) (pistes : 3, 4, 6), Keith John (pistes : 1 à 4, 6, 8, 9), Kimberly Brewer (pistes : 3, 4, 6, 9), Lynne Fiddmont-Linsey (pistes : 3, 4, 6), Maysa Leak (en) (pistes : 3, 9), Phillip Williams (pistes : 1, 2, 8), Steve Wise (pistes : 1, 2, 8)
- Batterie : Alvino Bennett (pistes : 3, 7)
- Programmation additionnelle, ingénieur additionnel : Malcolm Cecil (en)[5]

## Classements
| Classement (1991)                     | Meilleure position |
| ------------------------------------- | ------------------ |
| Pays-Bas (Dutch Album Top 100)        | 52                 |
| Suède (Sverigetopplistan)             | 33                 |
| France (SNEP)                         | 40                 |
| Italie (Hit Parade Italia)            | 12                 |
| Royaume-Uni (Official Charts Company) | 56                 |
| États-Unis (Billboard R&B Albums)     | 1                  |

| Classement annuel (1991)          | Meilleure position |
| --------------------------------- | ------------------ |
| États-Unis (Billboard R&B Albums) | 32                 |
| Italie (Hit Parade Italia)        | 71                 |

### Certifications et récompenses
| Pays       | Certification | Ventes   | Date            |
| ---------- | ------------- | -------- | --------------- |
| États-Unis | Or            | +500.000 | 10 juillet 1991 |

## Singles
- Gotta Have You ( États-Unis Hot 100 #92,  États-Unis R&B #3)[13], 
  - vainqueur d'un ASCAP Award en 1992 dans la catégorie 'Most Performed Songs from Motion Pictures'[14],
  - nommé pour un Grammy Award en 1992 dans la catégorie 'Best Song Written Specifically for a Motion Picture or for Television'[14],
- Fun Day ( États-Unis R&B #6,  Royaume-Uni #63)[13],
- These Three Words ( États-Unis R&B #7)[13].